# Хайнрих II фон Баден-Хахберг
Хайнрих II фон Баден-Хахберг (на немски: Heinrich II von Baden-Hachberg; * пр. 1231, † ок. 1297/1298) е от 1231 до 1289 г. маркграф на Баден-Хахберг.

## Живот
Той е най-възрастният син на маркграф Хайнрих I фон Баден-Хахберг (1190 – 1231) и Агнес фон Урах.
След смъртта на баща му през 1231 г. майка му поема регентството за него. През 1232 г. Хайнрих II получава Господство Заузенберг, укрепва замъка за сигурността на територията и живее там от 1246 г.
Години наред той подкрепя крал Рудолф I против епископите на Базел и Страсбург. Хайнрих II му помага и във войната против Бохемия в битката при Дюрнкрут (на 26 август 1278). Хайнрих се отказва от службата си през 1289 г., за да стане рицар на Тевтонския орден.

## Фамилия
Хайнрих II e женен за Анна фон Юзинген-Кетцинген († сл. 1286), дъщеря на Рудолф II фон Кенцинген и Кунигунда фон Катценелнбоген. Двамата имат децата:
- Рудолф I († 1314), маркграф на Хахберг-Заузенберг
- Хайнрих III († 1330), маркграф на Баден-Хахберг
- Фридрих, рицар на Тевтонския орден (1298)
- Верена (* пр. 1298; † 1322), ∞ граф Егон фон Фюрстенберг (* ок. 1280; † 23 април 1324)
- Херман I († 1321), майстор на Йоанитския орден
- Кунигунда, монахиня в манастир Аделхаузен
- Агнес, ∞ Валтер фон Райхенберг
- Елизабет, монахиня в манастир Аделхаузен